# Hakan Reçber
Hakan Reçber (17 de agosto de 1999) es un deportista turco que compite en taekwondo.
Participó en dos Juegos Olímpicos de Verano en los años 2020 y 2024, obteniendo una medalla de bronce en Tokio 2020 en la categoría de –68 kg. Ganó una medalla en el Campeonato Mundial de Taekwondo de 2023 y cuatro medallas en el Campeonato Europeo de Taekwondo entre los años 2018 y 2024.

## Palmarés internacional
| Juegos Olímpicos   | Juegos Olímpicos         | Juegos Olímpicos  | Juegos Olímpicos |
| Año                | Lugar                    | Medalla           | Categoría        |
| ------------------ | ------------------------ | ----------------- | ---------------- |
| 2020               | Tokio (Japón)            | Medalla de bronce | –68 kg           |
| Campeonato Mundial |                          |                   |                  |
| Año                | Lugar                    | Medalla           | Categoría        |
| 2023               | Bakú (Azerbaiyán)        | Medalla de oro    | –63 kg           |
| Campeonato Europeo |                          |                   |                  |
| Año                | Lugar                    | Medalla           | Categoría        |
| 2018               | Kazán (Rusia)            | Medalla de plata  | –63 kg           |
| 2021               | Sofía (Bulgaria)         | Medalla de oro    | –63 kg           |
| 2022               | Mánchester (Reino Unido) | Medalla de oro    | –63 kg           |
| 2024               | Belgrado (Serbia)        | Medalla de plata  | –63 kg           |